# Klinke-Hütte

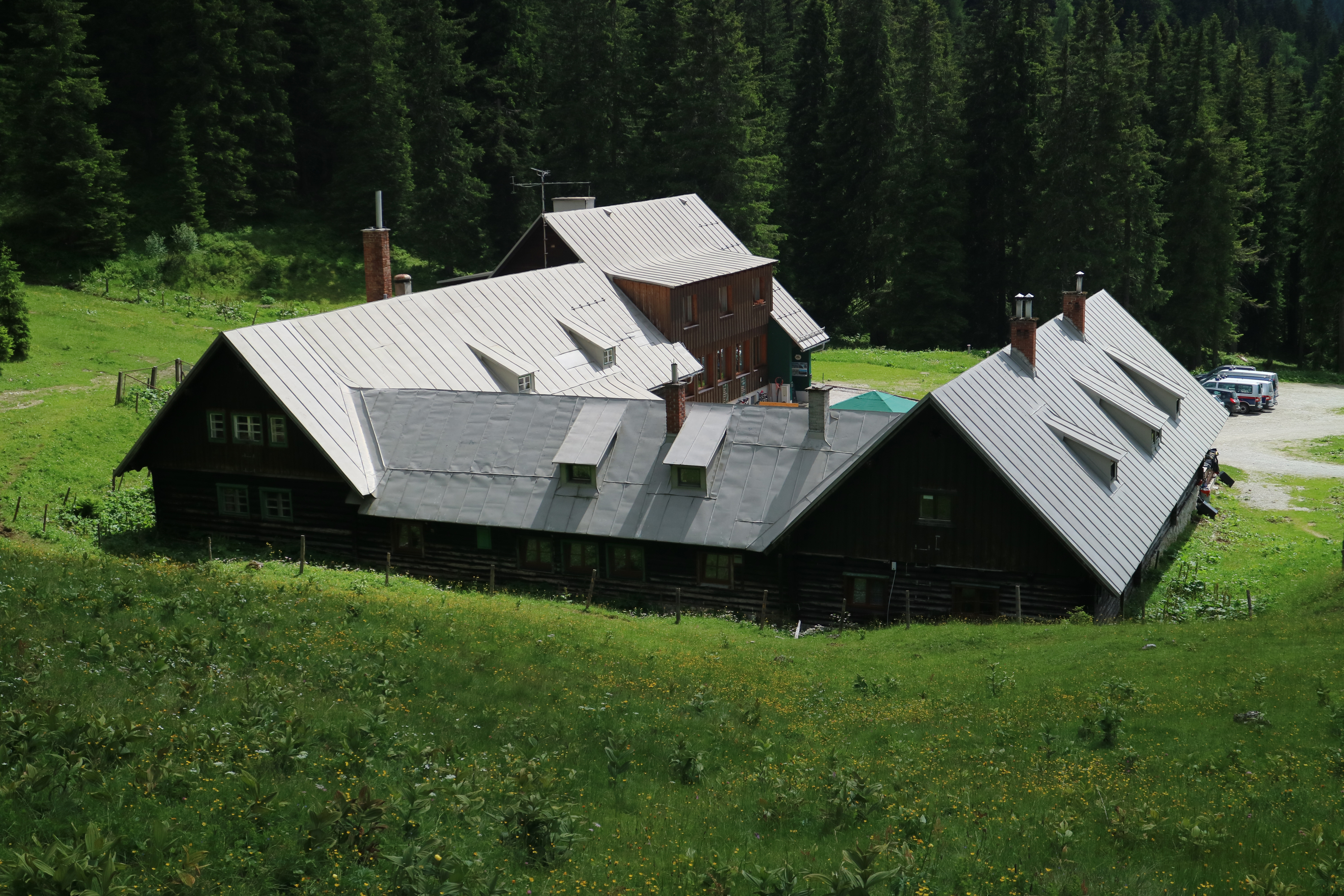
Rückseite des U-förmigen Baus

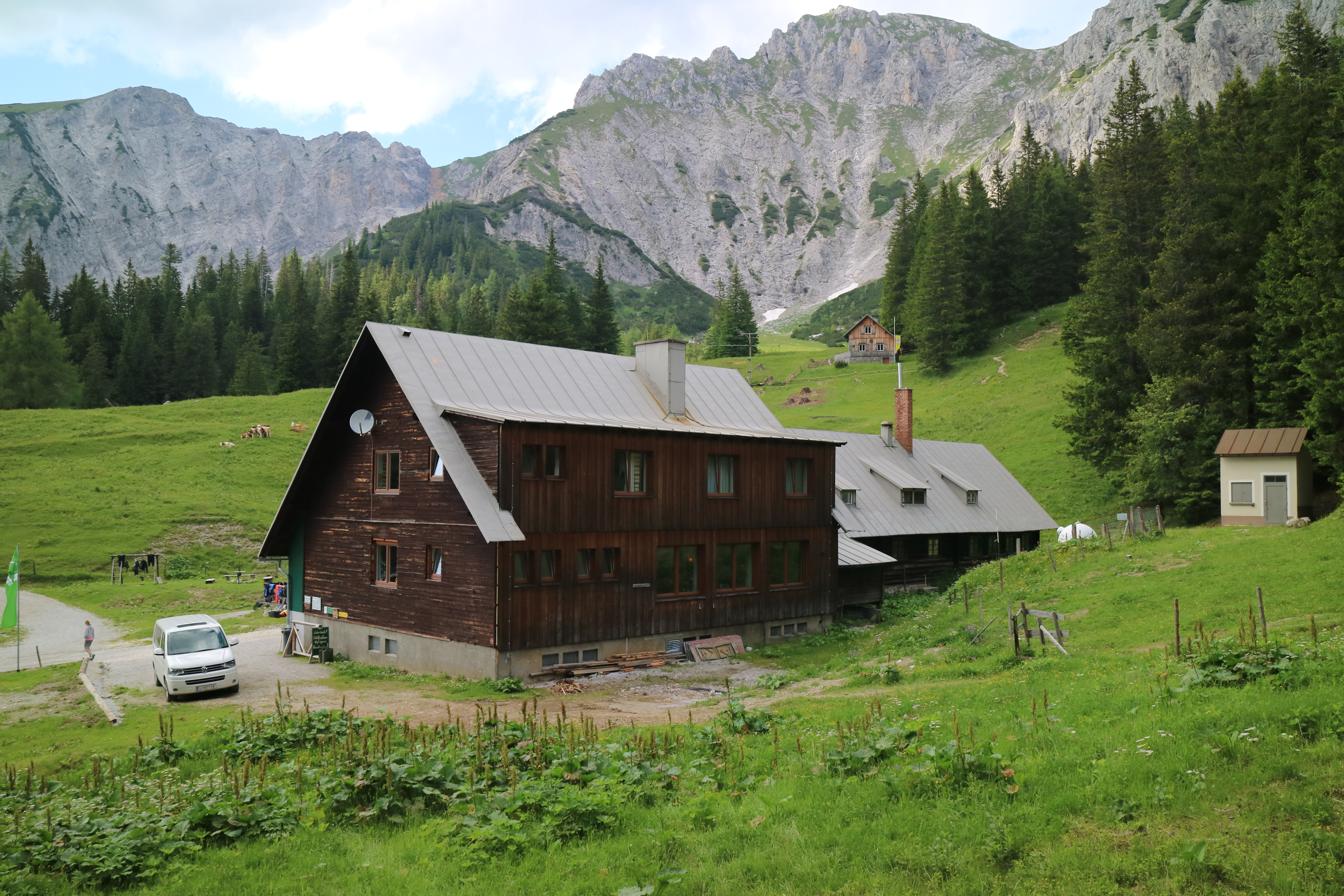
Klinkehütte von Süden

Die Klinke-Hütte, bis 2016 auch Oberst-Klinke-Hütte, ist eine Schutzhütte der Sektion Admont-Gesäuse des ÖAV in den Gesäusebergen in der Steiermark. Das U-förmig angelegte Gebäude wurde im Zweiten Weltkrieg als Ausbildungsstützpunkt für Gebirgsjäger erbaut.

## Lage und Umgebung
Die Hütte liegt auf 1486 m ü. A. (laut ÖAV 1504 m ü. A.) am Südfuß der Reichensteingruppe südöstlich von Admont. Oberhalb der Hütte ragt der markante Admonter Kalbling mit seinen Süd- und Westwänden empor, ein beliebtes Wander- und Kletterziel. Südlich der Hütte befindet sich der Lahngangkogel (1778 m) mit der Wagenbänkalm. 200 Meter östlich des Gebäudes liegt das Kalblinggatterl, ein 1542 m hoher Übergang zum Flitzengraben mit den gleichnamigen, verfallenen Almen, der die Reichensteingruppe südlich begrenzt. Von Westen aus der Kaiserau (Skigebiet) führt eine mautpflichtige Schotterstraße bis zur Hütte, im Osten eine Mautstraße von Gaishorn bis in den hinteren Flitzengraben, von wo aus Klinke-Hütte und Mödlinger Hütte erreichbar sind.

## Geschichte
Der Hüttenbau erfolgte ab 1938 unter dem Oberst der deutschen Wehrmacht Rudolf Klinke (1888–1939). Dieser war Kommandeur des III. Bataillons des am 1. August 1938 aufgestellten Gebirgsjäger-Regiments 138, das in Admont im Wehrkreis XVIII stationiert war. Formal war jedoch der von Klinke gegründete „Bergsportverein Gesäuse“ der Bauherr. Nach dem Tod Klinkes 1939 wurde der Bau 1941 unter Major Alexander Götz fertiggestellt. Im Laufe des Krieges diente die Oberst-Klinke-Hütte der Wehrmacht als alpiner Ausbildungsstützpunkt. Nach Kriegsende wurde das U-förmige Gebäude von den Besatzungsmächten anfangs als Deutsches Eigentum eingestuft, konnte jedoch vom heimischen Bauherren, dem Bergsportverein, zurückerlangt werden.
Danach wurde die Hütte zunächst 13 Jahre von den Naturfreunden geführt, ehe sie 1959 von der Sektion Admont des Österreichischen Alpenvereins erworben wurde. 1967 ließ der Grundbesitzer, das Benediktinerstift Admont, eine Mautstraße zur Hütte erbauen, die damit zum Ausflugsziel für Autofahrer wurde und ihren ursprünglichen Hüttencharakter verlor. Im selben Jahr wurde ein Skilift errichtet, dessen Betrieb über drei Jahrzehnte aufrechterhalten wurde. 1969 erfolgte der Bau der benachbarten Kanduth-Mühlanger-Hütte, die seither als Stützpunkt für den Alpinen Rettungsdienst Gesäuse dient. Die steigenden Besucherzahlen führten 1970 zum Ausbau der Hütte. Schon seit den ersten Nachkriegsjahren war das Haus stark frequentierter Stützpunkt für Kletterrouten an Kalbling und Sparafeld.
2015 wurden sowohl die Klinke-Hütte als auch die Bergrettungshütte einer sechswöchigen Generalsanierung unterzogen. Freiwillige Helfer leisteten rund 3500 Arbeitsstunden, wobei lokale Betriebe das Projekt mit Materialspenden unterstützten. In Zukunft will der Alpenverein die Hütte, die über eine Übungskletterwand und einen separaten Seminarraum verfügt, wieder vermehrt ihrer ursprünglichen Funktion als alpine Ausbildungsstätte widmen. Insbesondere Organisationen wie Bergrettung und Alpinpolizei sollen angesprochen werden.

## Tourismus
Seit Einstellung des Skiliftbetriebs ist die Straße zur Hütte im Winter nicht mehr befahrbar und wurde zu einer Naturrodelstrecke umfunktioniert. Zudem dient die Hütte im Winter als beliebter Stützpunkt für Skitourengeher. Im Sommer wird die Straße häufig von Mountainbikern benutzt. Die Hütte liegt sowohl an den Weitwanderwegen Nordalpenweg 01 und Eisenwurzenweg 08 als auch am Europäischen Fernwanderweg E4.

### Zugang zur Hütte
- von Westen aus der Kaiserau: 1½ Stunden
- von der Mödlinger Hütte über das Kalblinggatterl: 2 Stunden
- von Bärndorf: 2¾ Stunden
- von Admont über die Kaiserau: 3 Stunden
- von Gaishorn (Mautstraße) durch den Flitzengraben: 3½ Stunden
- von Trieben: 3½ Stunden

### Tourenziele
- Lahngangkogel (1778 m): 1 Stunde
- Riffel (2106 m): 1¾ Stunden
- Admonter Kalbling (2196 m): 2 Stunden
- Sparafeld (2247 m): 2 Stunden
- Hahnstein (1697 m): 2 Stunden
- Kreuzkogel (2011 m): 2½ Stunden

## Nachbarhütten
- Mödlinger Hütte (1523 m), 2 Stunden[5]

## Karten
- Alpenvereinskarte Blatt Nr. 16, Ennstaler Alpen - Gesäuse(1:25.000)[6]